# Apreguíndana
Apreguíndana (oficialmente Apregindana/Apreguíndana) es una localidad del concejo de Unzá-Apreguíndana, que está situado en el municipio de Urcabustaiz, en la provincia de Álava, País Vasco (España).

## Toponimia
El lugar puede aparecer referido como «Apreguíndana» y «Apregindana».

## Localización
Se encuentra situado aproximadamente 1 km al este de Unzá actualmente casi despoblado, y convertido en la práctica en un barrio de Unzá. El pueblo está actualmente formado por solo 3 caseríos. 

## Historia
Hacia mediados del siglo XIX, el lugar, ya por entonces perteneciente a Urcabustaiz, tenía contabilizada una población de dieciocho habitantes. Aparece descrito en el segundo volumen del Diccionario geográfico-estadístico-histórico de España y sus posesiones de Ultramar de Pascual Madoz con las siguientes palabras:

APREGUINDANA: ald. en la prov. de Alava (4 1/2 leg. á Vitoria), dióc. de Calahorra, vicaría y part. jud. de Orduña (1 3/4), herm. y ayunt. de Urcabustaiz (1): sit. en un llano al N. de la sierra de Guibijo, clima sano. La igl. dedicada á San Lorenzo es aneja de la parr. Unzá. El térm. á 1/4 de leg. en circunferencia, confina por N. con Oyardu, al E. ONdona, al S. la Sierra, y por O. con su matriz Unzá: el terreno es fértil de buena calidad: prod.: toda clase de cereales: algun lino, legumbres, hortaliza y frutas; cria algun ganado en un poco de monte de pasto y no escasea el agua potable: pobl.: 4 vec.: 18 alm.: contr. (V. Alava intendencia).
(Madoz, 1845, p. 366)

## Demografía
En 2023, el núcleo de población tenía empadronados cinco habitantes.
| Gráfica de evolución demográfica de Apreguíndana entre 2000 y 2017 |
|                                                                    |
| Población de derecho según los censos de población del INE.        |

## Monumentos
La antigua parroquia de San Lorenzo fue totalmente demolida por orden del obispado en 1919, debido a que se encontraba en estado ruinoso, por lo que ya no queda rastro de ella.